# Александър IV (папа)
Папа Александър IV (на латински: Alexander.PP.IV), роден Риналдо ди Джене (на италиански: Rinaldo di Jenne) е римски благородник, родственик на Инокентий III и Григорий IX. Избран за папа в 1254 г.